# Zwaagdijk
Zwaagdijk is een dorp en dijk in de gemeente Medemblik in de Nederlandse provincie Noord-Holland.
De Zwaagdijk, als dijk, is zo'n 9 km lang en wordt daarom tegenwoordig formeel opgedeeld in twee dorpskernen: Zwaagdijk-Oost en Zwaagdijk-West. Zwaagdijk wordt echter ook nog steeds als plaatsnaam gebruikt; meestal voor beide dorpskernen, maar soms ook alleen voor Zwaagdijk-Oost. Op 1 januari 2023 telde Zwaagdijk-Oost en Zwaagdijk-West tezamen 1.865 inwoners, op een oppervlakte van 10,45 km².
De plaatsnaam Zwaagdijk komt van oorsprong mogelijk van de aanduiding de dijk boven Zwaag. De dijk- en plaatsnaam komt in het Nederlands voor het eerst in 1466 als Zwaechdijck, later nog als Swaech Dyck en Swaegh Dyck. De dijk vormde de grens tussen de ambachten Drechterland en Vier Noorder Koggen. Hierdoor viel de bewoning langs de Zwaagdijk in zeven verschillende bannes en na de Franse Tijd in vijf gemeentes, namelijk met de klok mee, aan de noordzijde van de dijk: Wognum, Nibbixwoud, Hauwert (tot 1812), Hoog- en Laag-Zwaagdijk (na 1812 onder Zwaag) en aan de zuidzijde van de dijk: Hoogkarspel, Westwoud en Zwaag. Hoog- en Laag Zwaagdijk werd in de Franse Tijd samengevoegd met Zwaag, niet omdat de gebieden naast elkaar lagen, maar door de gelijkenis in naam. Deze onpraktische situatie bleef tot 1867, toen Hoog- en Laag Zwaagdijk bij het naast gelegen Wervershoof werd gevoegd.
In 1979 kwamen er weer gemeentelijke herindelingen die invloed hadden op Zwaagdijk. De grens van Wognum en Zwaag werd naar het zuiden verplaatst en Nibbixwoud werd bij Wognum gevoegd, waardoor Zwaagdijk-West nu geheel onder Wognum kwam te liggen. Zwaagdijk-Oost kwam hierbij geheel in de gemeente Wervershoof te liggen, door afstand van grond door Hauwert, Hoogkarspel en Westwoud.
Op 1 januari 2007 werd Wognum bij de gemeente Medemblik gevoegd en op 1 januari 2011 werd ook Wervershoof bij Medemblik gevoegd, waardoor beide delen van de Zwaagdijk onder de gemeente Medemblik kwamen te liggen. Op 15 november 2011 heeft het college van burgemeester en wethouders van de gemeente Medemblik besloten om aan de twee delen, die tot dan allebei de woonplaatsnaam Zwaagdijk hadden, per 1 december officieel de woonplaatsnamen Zwaagdijk-Oost en Zwaagdijk-West te geven.
Het hoofdkantoor van de internationale winkelketen Action is gevestigd in Zwaagdijk-Oost.

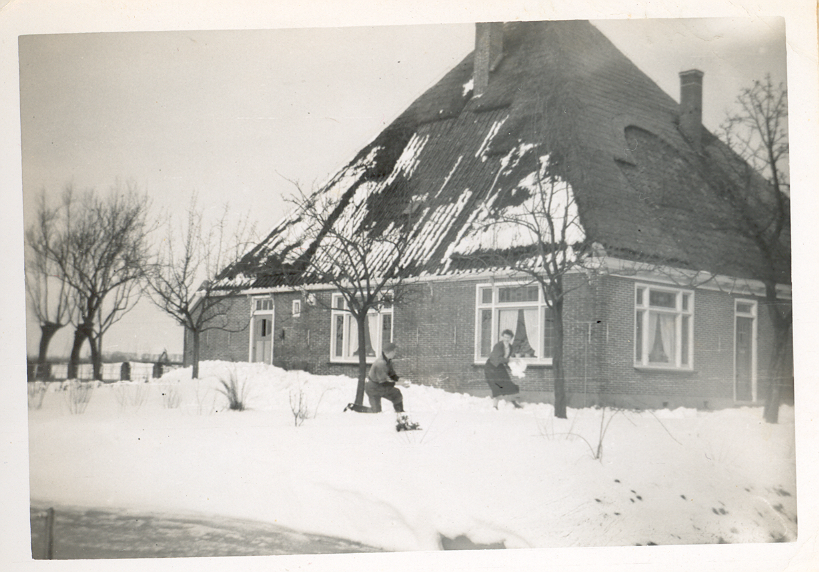
Winter Zwaagdijk-Oost stolp
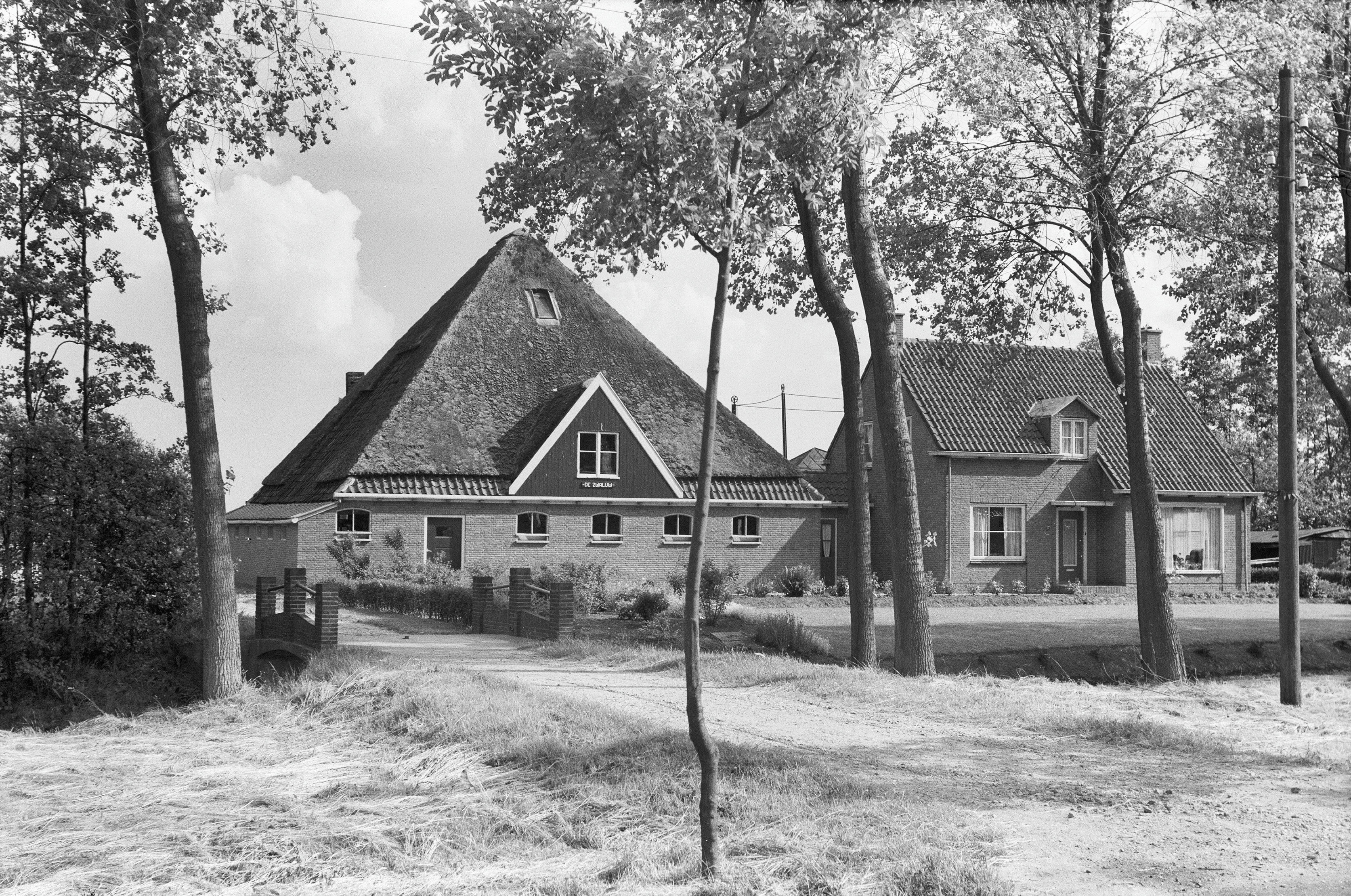
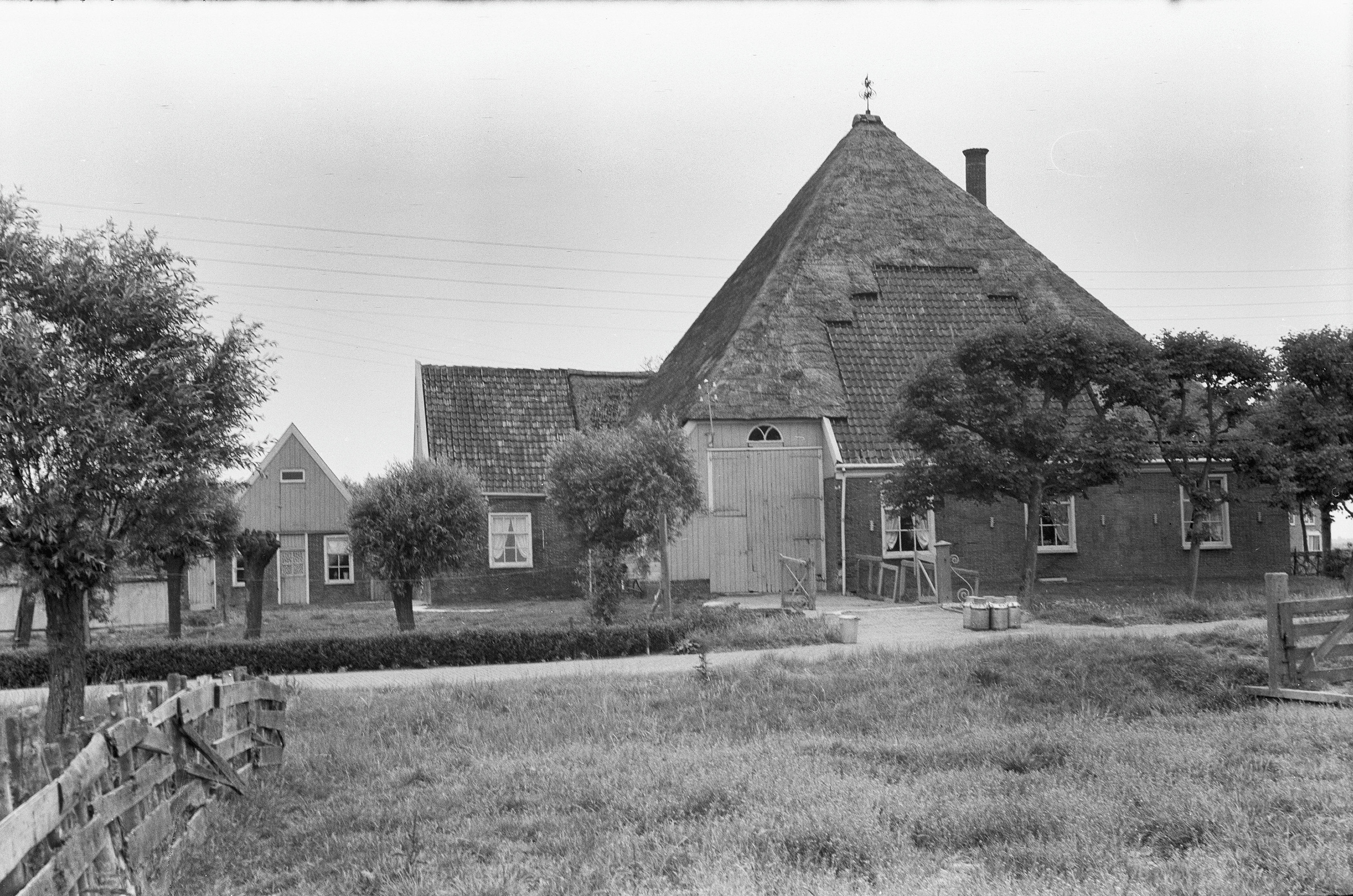
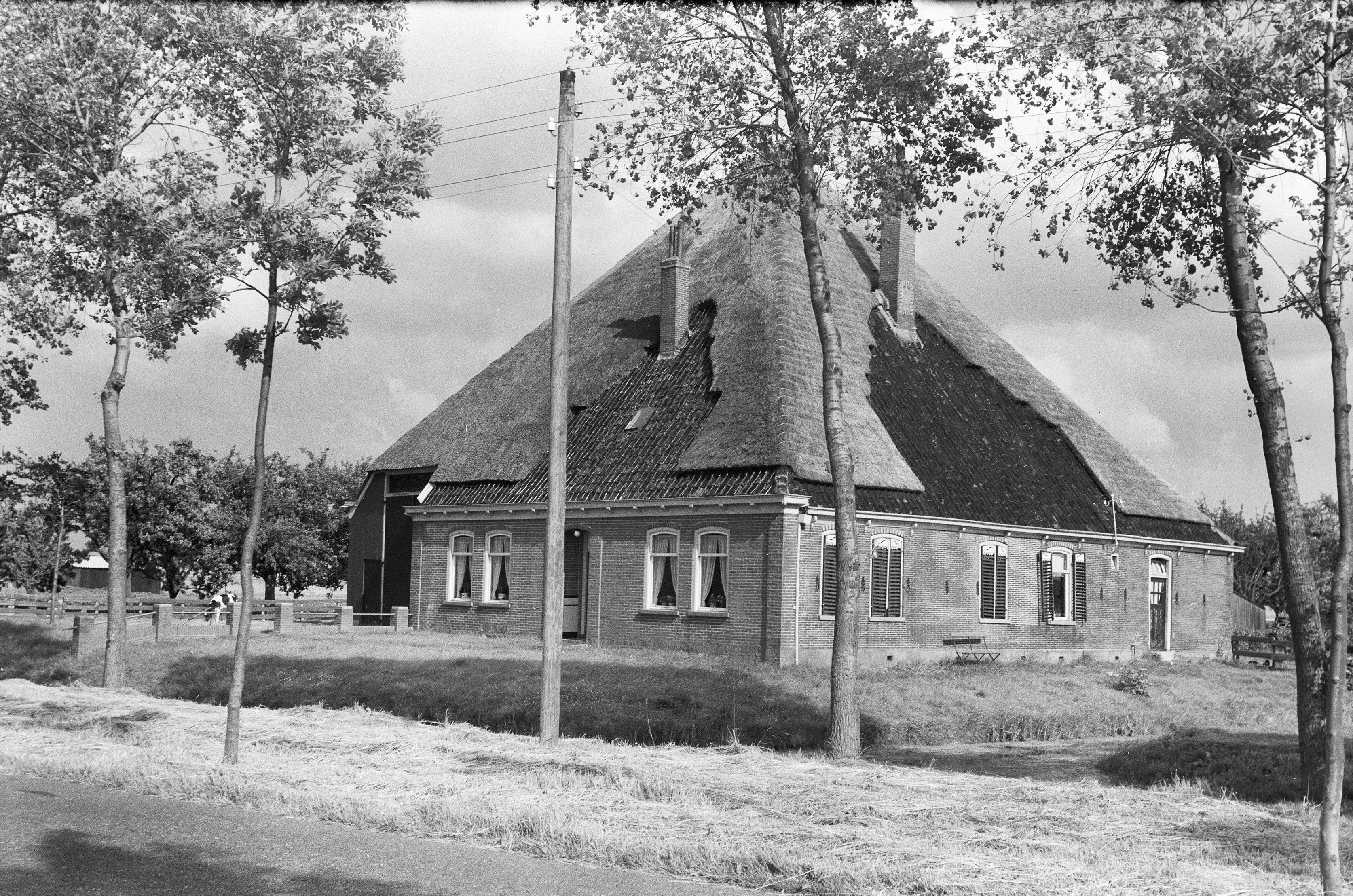
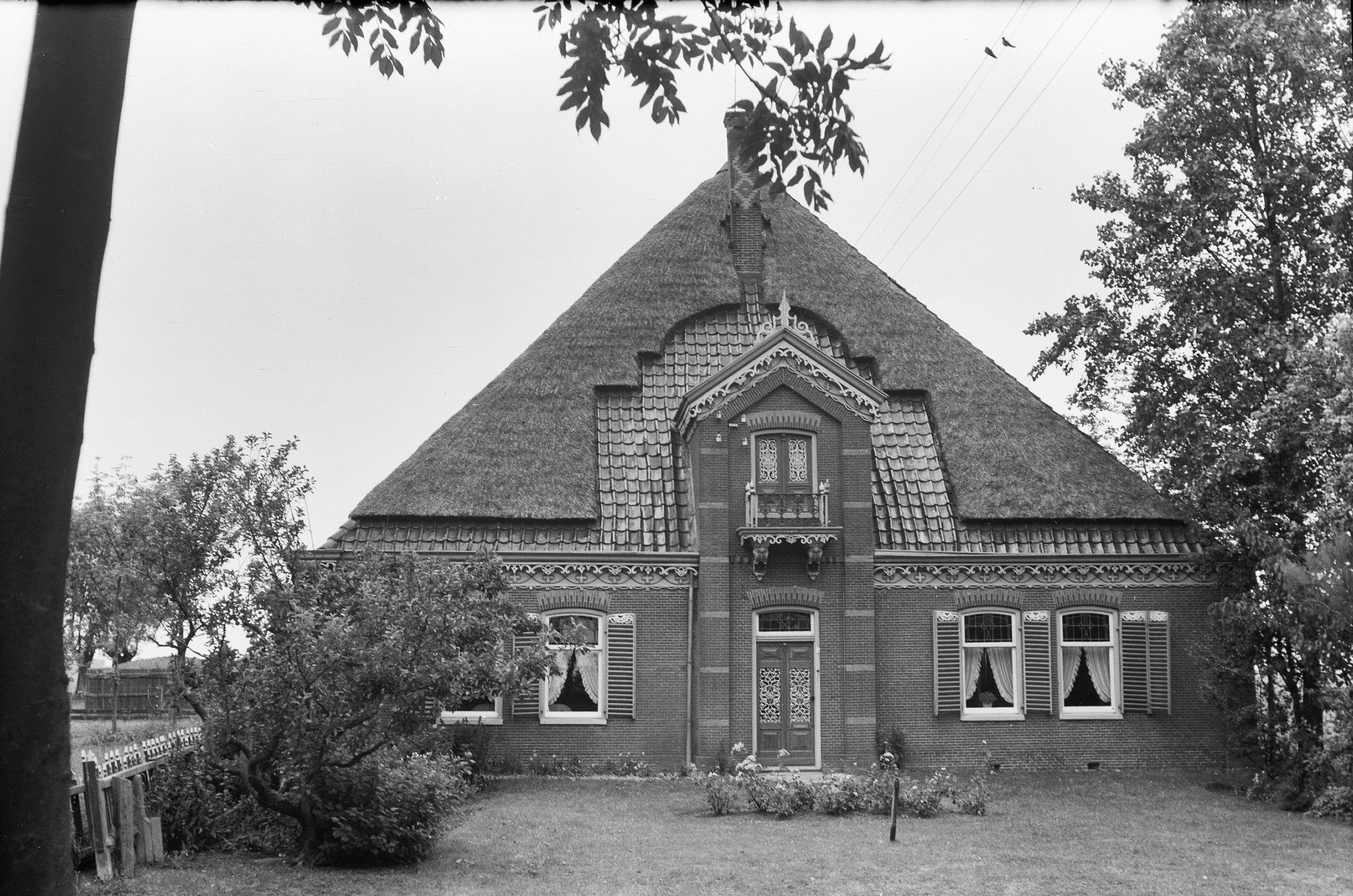
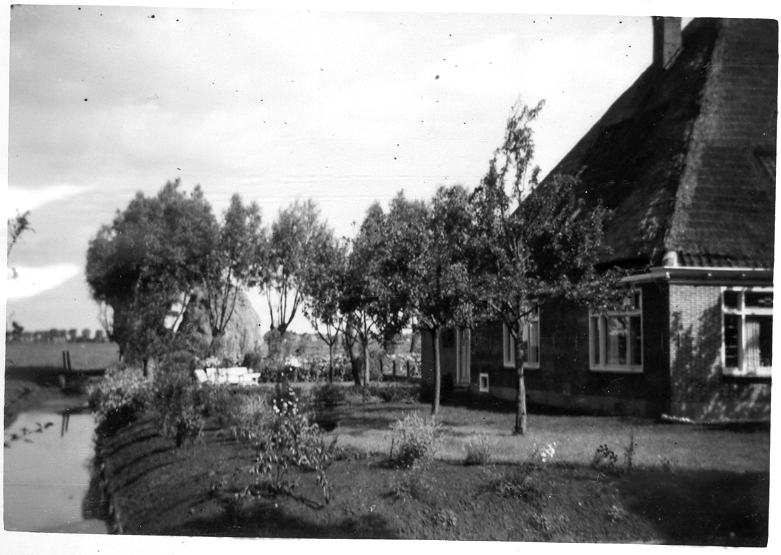
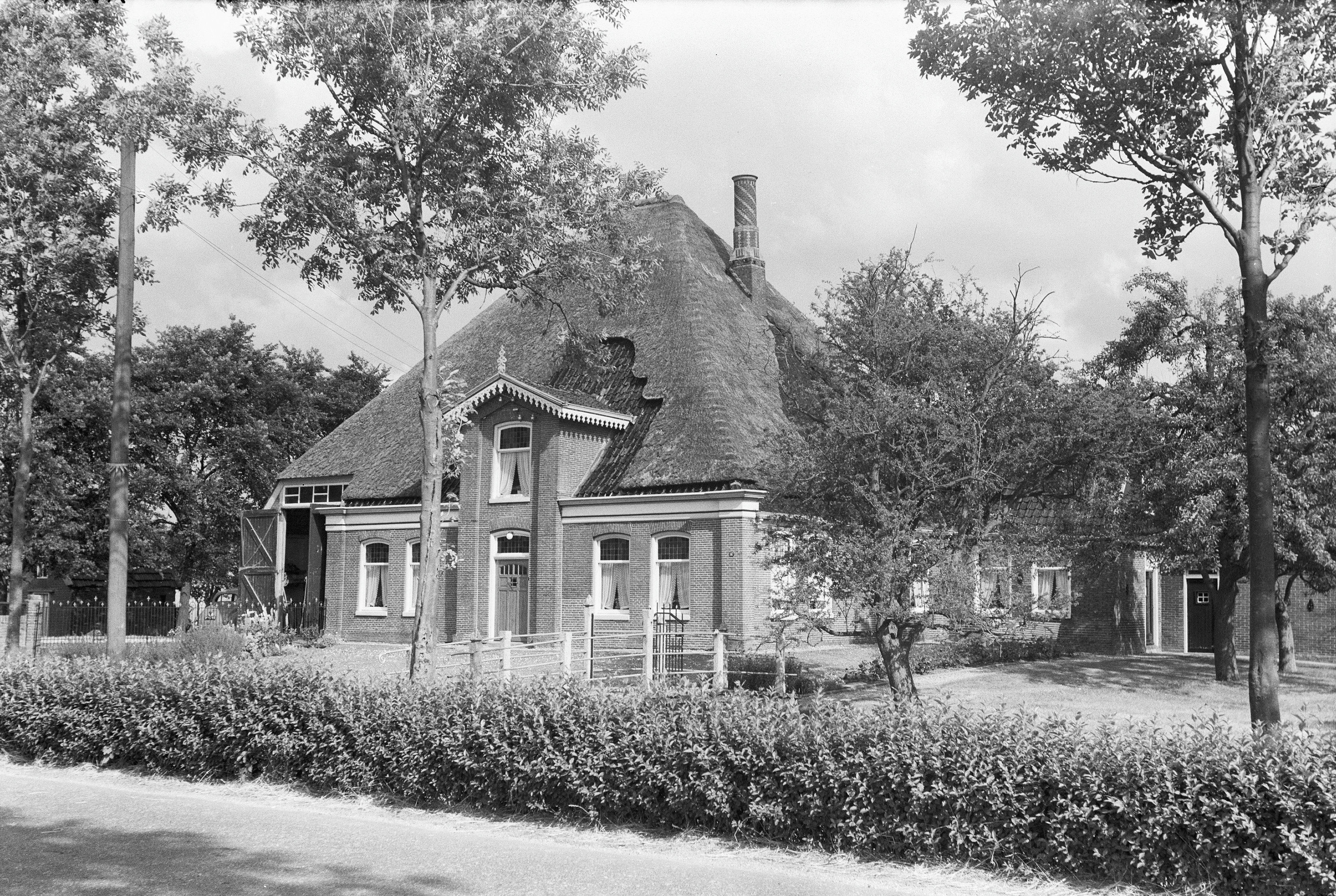
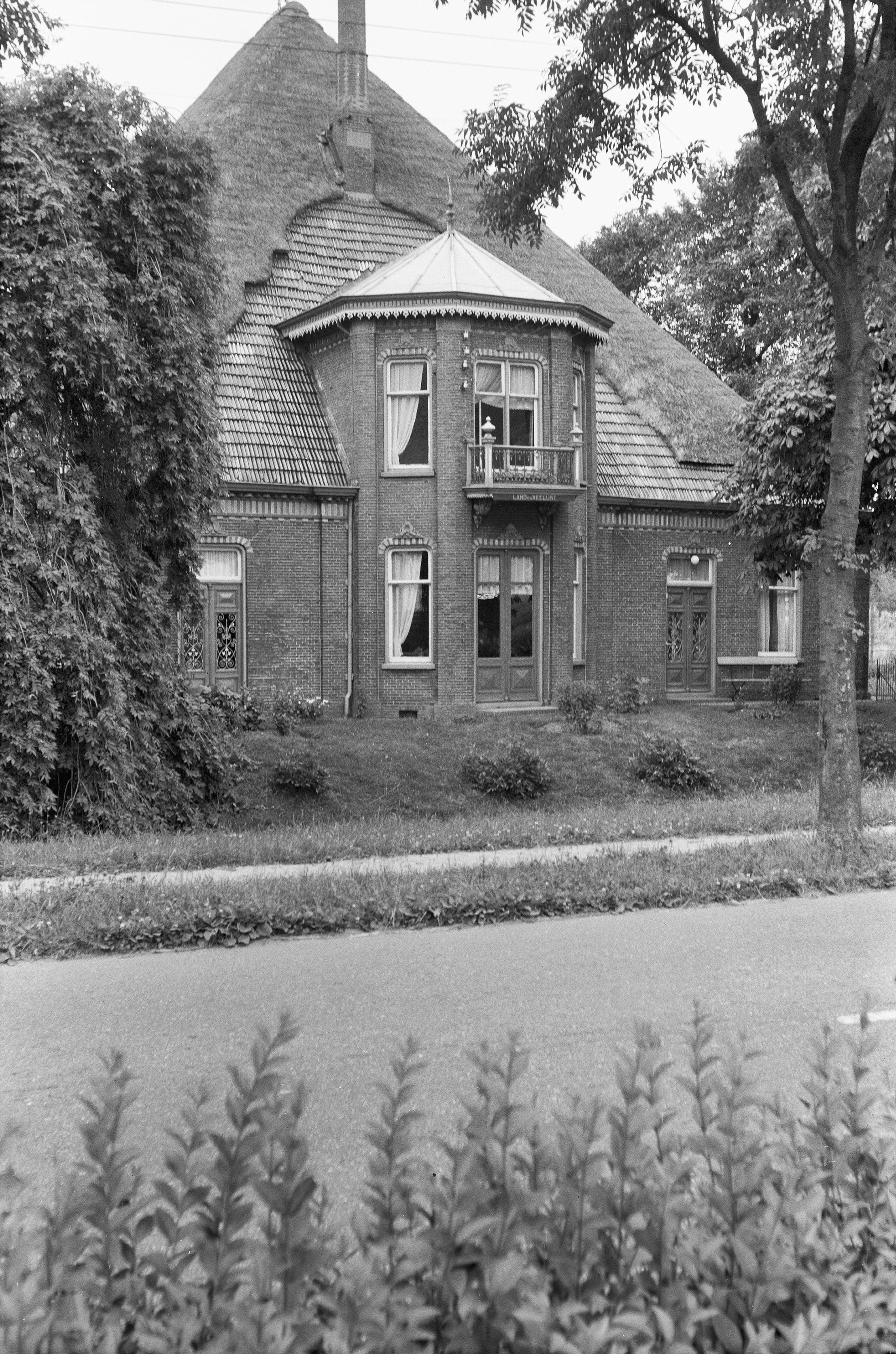

Stad: Medemblik

Dorpen: Abbekerk · Andijk · Benningbroek · Hauwert · Lambertschaag · Midwoud · Nibbixwoud · Onderdijk · Oostwoud · Opperdoes · Sijbekarspel · Twisk · Wadway (deels) · Wervershoof · Wognum · Zwaagdijk (Zwaagdijk-Oost en Zwaagdijk-West)

Buurtschappen: Bangert · Bennemeer · Broerdijk · De Buurt · Het Hoogeland · Kerkbuurt · Koppershorn · Lekermeer · Munnikij · 't Slot · Veldhuis · Het Westeinde · Wijzend · Zomerdijk

Noord-Holland: Steden en dorpen in Noord-Holland      Nederland: Provincies · Gemeenten